# USS 코럴시 (CV-43)

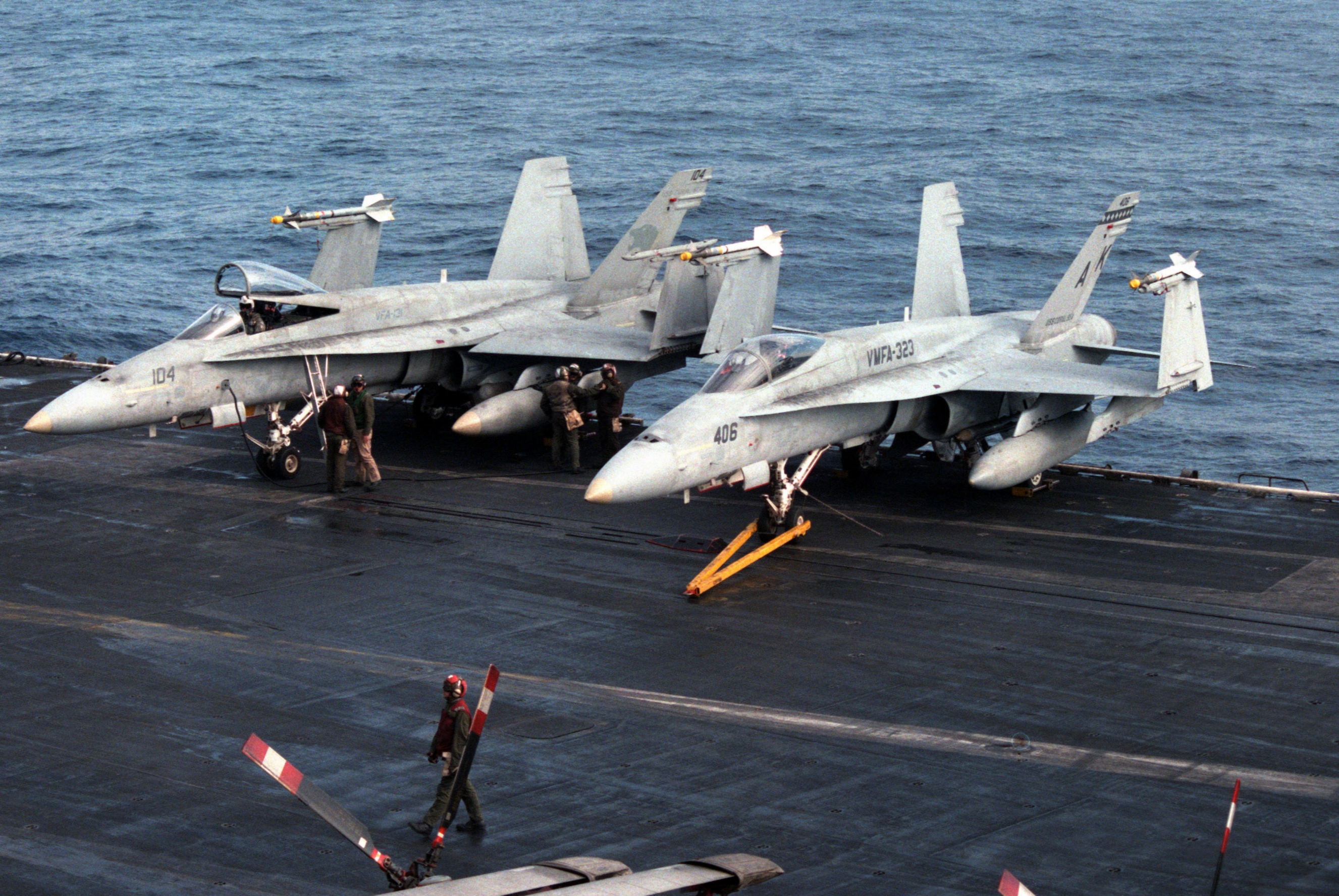
1986년 F/A-18A 2대

USS 프랭클린 D. 루스벨트 (CV-42)는 미국 해군의 미드웨이급 항공모함 마지막 3번함이다.

## 역사
미드웨이급 항공모함은 미국 해군의 역사상 가장 오래 운영한 디젤 항공모함이다.
1943년 기공식, 1945년 진수식, 취역식을 거쳐 미국 제6함대에 배속되어 지중해에 배치되었다. 1977년 퇴역, 폐기되었다.